# Викерс 141
Викерс 141 (енгл. Vickers 141 Scout) је ловачки авион направљен у Уједињеном Краљевству. Авион је први пут полетео 1927. године. 

Размах крила је био 10,3 метара а дужина 8,23 метара. Био је наоружан са два предња митраљеза калибра 7,7 милиметара типа Викерс.

## Наоружање
| Наоружање авиона: Викерс 141   |     |
| Ватрено (стрељачко) наоружање  |     |
| Топ                            |     |
| Митраљез                       |     |
| Број и ознака митраљеза        | 2   |
| Калибар                        | 7,7 |
| Бомбардерско наоружање (бомбе) |     |
| Ракетно наоружање (ракете)     |     |